# Елиза
„Елиза“ (на италиански: Elisa di Rivombrosa – „Елиза ди Ривомброза“) е италиански телевизионен сериал от 26 епизода в два сезона, излъчени в периода 17 декември 2003 г. – 1 декември 2005 г. по италианския телевизионен канал Канале Чинкуе (Canale 5) и по Диема Фемили през 2010 г. и по Нова телевизия през 2011 г. През 2007 г. сериалът е последван от спинофа „Дъщерята на Елиза“.

## Обща информация
Сериалът е по идея на Гуидо де Анджелис и Маурицио де Анджелис. 
Режисьорка е Чинция ТХ Торини, оператор – Алесандро Пеши, сценаристи – Пиеро Бодратом Фабрицио Честаро, Даниела Бортиньони, Марко Алеси, Джудита Риналди, Антонио Лауро, Барбара Роси Пруденте, а композитор на музиката – Савио Рикарди. Участват Витория Пучини (в главната роля на Елиза), Алесандро Прециози, Антонела Фатори, Джейн Алегзандър, Чезаре Бочи, Лука Уорд и др.
Повечето снимачни места се намират в Метрополен град Торино, Северна Италия: Херцогският замък на Алие в градчето Алие за Замъка на Ристори, градчето Алие за Графство Ривомброза, Ловният павилион Ступиниджи в град Никелино и Кралският замък в Ракониджи за Кралския дворец и ръководните органи, църквата „Света Марта“ в Алие за сватбата между Елиза и Фабрицио, Замъкът в Сан Джорджо Канавезе (в Сан Джорджо Канавезе) за замъка на маркиза Лукреция Ван Некер, Вила „Коломбрето“ в Пинероло, имение „Бароните“ в Ракониджи, телевизионните студия „Телечита“ в Сан Джусто Канавезе, Замъкът на Мазино в село Каравино, Палацо Мадама в Торино, Община Торино. Снимки има и в Община Рим и в Община Неапол.
Музиката включва както народни танци като тарантела (неаполитански танц), предкласика като кавалката (така се казва мелодията), минуето (менует), серенада като „Серената ди Рамиро“ (единствената песен в сериала). Главната мелодия е „Темата на Елиза“, която във втория сезон на сериала се свири на виола. Двете теми на Кристиано се изпълняват едната от оркестър, а другата от виолончело. 

## Сюжет
Действието се развива през 18 век – 1769 г. в Пиемонт, Северна Италия. Старата графиня Аниезе взима за компаньонка красивата и интелигентна девойка на име Елиза Скалци. Между нея и младия наследник на графинята Фабрицио Ристори пламва любов от пръв поглед. Но връзката между благородник и слугиня е неприемлива и двамата трябва да се преборят с всички интриги, целящи да ги разделят, както и със заговор срещу Краля. Това е крал Карл Емануил III Савойски, срещу когото в действителност не е имало заговор.
Във втория сезон се разказва за младата вдовица – графиня Елиза Ристори, която предприема пътуване с малката си дъщеря Аниезе и с Амелия до Неапол, за да спаси имението си. Там среща вечната си съперница Лукреция Ван Некер. В Неапол Елиза се влюбва отново в младия капитан Кристиано.

### Първи сезон
Пиемонт, 1769 г. Младата Елиза Скалци е момиче със скромен произход, което, след като напуска работа в хан, започва работа в замъка на графство Ривомброза като компаньонка на възрастната графиня Аниезе Ристори, която я осиновява след смъртта на баща ѝ. Графинята е към края на живота си и има само едно голямо желание: да види сина си Фабрицио, който я е напуснал преди 10 г., за да се запише като войник във френската армия. Елиза, тайно от дъщерята на графинята – Анна Ристори, пише писмо до графа с молба да се върне, за да може майката му да го види преди да умре. Фабрицио, който вече е офицер, приема молбата и решава да замине за Ривомброза. Преди обаче да изостави военното командване, той получава списък с имена на заговорници, доста важен за оцеляването на Кралството начело с Карл Емануил III Савойски, който рискува да бъде убит заради извършените от него реформи в полза на народа.
Междувременно в столицата съветникът на краля – маркиз Жан-Люк Бовил предупреждава губернатора на Кралството – херцог Отавио Раниери, че в Торино предстои да пристигне списък, съдържащ имената на заговорници срещу краля. Раниери, който тайно оглавява заговорническата група „Братята на Светлината“ заедно със съпругата на съветника – маркиза Лукреция Ван Некер, прави така че служителят, който носи списъка да бъде хванат в засада. Фабрицио обаче успява да избяга от опита за нападение и пристига в Ривомброза без проблеми. Там графът прегръща майка си и се запознава с Елиза, за която вярва, че е от благороднически произход. Сестрата на графа Анна заедно с графиня Аниезе решават да организират празненство в чест на завръщането на Фабрицио. На него присъстват всички благородници от региона, включително съветникът на краля Бовил и съпругата му Лукреция Ван Некер, които преди 10 г. е била сгодена за граф Ристори, но го е напуснала за много по-богатия и властен съветник. Графът предизвиква скандал, танцувайки с Елиза, за която всички знаят, че е слугиня, а не благородничка. Фабрицио, в търсене на истината, чувствайки се предаден и осмян, се нахвърля жестоко срещу Елиза. Смъртта на графиня Аниезе нанася още по-голям удар върху нея и създава разрив с Ристори.
Междувременно заговорниците разбират, че опасните документи са у графа, затова Лукреция предлага да ги вземе, като се преструва на негова приятелка. Фабрицио е почти готов да предаде списъка на Раниери, но скоро разбира, че именно той е един от предателите и успява да се изплъзне от слугите му. Междувременно сред заговорниците се нареждат и най-добрият приятел на Фабрицио – граф Джулио Драго и маркиз Лодовико Мафей. Лукреция урежда графа да бъде арестуван от Раниери преди да успее да предаде документите на Краля. При бягството си от нападателите Фабрицио е ранен и се връща в Ривомброза умиращ. Елиза и Анна правят всичко възможно, за да го спасят и се свързват с д-р Чепи, за да го помолят да го лекува. Анна се обажда на доктора, но това е трудно за нея, тъй като преди години е била сгодена за него, а той я е напуснал, за да се ожени за слугиня, отказвайки се от благородническата си титла. Междувременно съпругата му се самоубила от отчаяние и вина.
Когато графът се възстановява, той е благосклонен към Елиза и между двамата скоро пламва любов. Пуритански настроената му сестра Анна отхвърля драстично това и прави всичко възможно, с подкрепата от съпруга ѝ Алвизе, да ги раздели. Сами срещу всички двамата влюбени решават да отидат в енорийската църква на Ривомброза, за да се оженят тайно през нощта. Там те намират тялото на дон Тонино, убит по поръчение на Лукреция, чийто братовчед – абат Ван Некер ѝ е разказал за намерението им. Раниери се възползва от убийството, за да отиде в Ривомброза и да се опита да убеди Ристори да му предаде документите, но Фабрицио не приема. Двама слуги на херцога нападат Елиза в търсене на списъка, но Фабрицио ги убива и обявява открита война на Раниери. Той е решен да предаде документите с помощта на братовчедката на краля – херцогиня Клелия Бусани и в опита си да се срещне с краля му се налага да осуети атентат срещу него от страна на конспираторите. Атентатът е осуетен и благодарение на маркиз Мафей, който, в делириум след опита си за самоубийство, разкрива заговора пред най-голямата си дъщеря Маргерита. Тя от своя страна предупреждава Елиза, която казва на Фабрицио и Клелия. За да спаси умиращия си баща, Маргерита дава обет на Бога и става монахиня.
Елиза открива, че миячът на съдове в хана – Мартино е извънбрачен син на граф Ристори благодарение на това, че момчето има белег по рождение, подобен на този на Фабрицио. Междувременно тя разкрива на любимия си, че е бременна. Графът отвежда малкия Мартино в Ривомброза, което предизвиква скандал, а Анна и Алвизе, със съдействието на нотариуса Сорбелони и на абат Ван Некер, се опитват да му попречат. Фабрицио разбира за техните намерения и ядосано заявява на целия свят, че ще се ожени за Елиза на голяма церемония. Анна моли Лукреция за помощ, за да окаже натиск върху братовчед си да не ги бракосъчетава. След като благородниците напускат церемонията възмутени и разстроени, Фабрицио гони сестра си и зет си от имението, заявявайки на всички, че ще направи всичко за Елиза, защото я обича.
През нощта крадци, изпратени от Раниери, влизат в замъка на Ривомброза в търсене на списъка и след като убиват слуга, влизат в двубой с графа, който ги прогонва. Единият от тях побягва и сбивайки се с Елиза на стълбите, я кара да пометне. Д-р Чепи съобщава на младата жена, че няма да може да стане майка и това я хвърля в гняв и отчаяние. Лукреция се възползва от това и се мести в Ривомброза, за да е близо до Елиза уж като нейна добра приятелка в реалното си намерение да намери и да вземе списъка. След като не го открива, тя се опитва да се сближи с Фабрицио, когото все още обича. Твърди, че е майка на малкия Мартино, когото е изоставила при раждането и се е омъжила за съветник Бовил за пари. Разстроеният Фабрицио позволява на сина си да се премести в дома на Ван Некер, хвърляйки Елиза в отчаяние.
Междувременно Анна, търпяща изневерите на съпруга си Алвизе и на любовницата му Бета Мафей – по-малката сестра на Маргерита, го напуска ужасена, моли за прошка брат си и се връща в Ривомброза, където се сдобрява с Елиза и коренно променя начина си на мислене. Разкритията на променилия се междувременно абат Ван Некер карат Фабрицио да се сблъска с Лукреция, която обаче го обезоръжава с целувка. Елиза се изправя срещу злата жена и ѝ заповядва да стои далеч от семейството ѝ веднъж завинаги.
Междувременно граф Джулио Драго се самоубива след като се сблъсква с Фабрицио, за да вземе документите от библиотеката в Ривомброза, поставен натясно от конспираторите и примирен с факта, че жена му Маргерита е станала монахиня.
Лукреция нарежда на приятелката си Изабела да убие Елиза с много рядка отрова. Когато Изабела отказва да извърши убийството, Лукреция я намушква и кара трупът ѝ да изчезне. Но Изабела вече е успяла на помогне на Мартино да избяга и той успява да докаже, че Ван Некер не е неговата майка и че си е измислила всичко.
В светлината на фактите Фабрицио разбира, че името в списъка до това на Раниери не е на съветника Бовил, а на неговата съпруга Лукреция. Когато графът е готов да разкрие истината пред съветника на краля, Лукреция убива съпруга си и със съучастието на Раниери стоварва вината върху Фабрицио. Докато Елиза търси убежище в града при сестра Маргерита и присъства на процеса, надявайки се да спаси любимия си, маркиз Алвизе се възползва от неговия арест и се установява в Ривомброза, което прави живота на Анна невъзможен. На процеса графинята обвинява напразно заговорниците, защото съдиите не ѝ вярват.
Междувременно д-р Чепи съобщава на Алвизе, че последният е болен от сифилис, но въпреки това Алвизе продължава историята си с Бета Мафей, която също се мести в Ривомброза, унижавайки Анна. Фабрицио е осъден на смърт чрез обезглавяване. Лукреция е отчаяна: играта ѝ е отишла твърде далеч, тя все още е влюбена в графа и затова се сблъсква с Раниери. Херцогът е готов на всичко, за да притежава документите и се опитва да отвлече Елиза, за да принуди графа да говори. Фабрицио не губи самообладание и приема да умре. Елиза накарва Лукреция да я закара в града и е готова да предаде документите на краля в деня на екзекуцията на Фабрицио с помощта на херцогиня Клелия Бусани, която обаче е убита от слугите на Раниери.
Анна разкрива на Бета за болестта на Алвизе, която веднага напуска Ривомброза, разкривайки на любовника си, че никога не го е обичала. Анна се конфронтира със съпруга си и го изоставя обречен на сигурна смърт от сифилис, след което се събира отново с Антонио Чепи. Лукреция бяга от Пиемонт, за да избегне ареста, тъжна, тъй като смята, че Фабрицио е мъртъв. Елиза, предрешена като Клелия, връчва списъка на краля и така Раниери, след опита си за убийство на Краля пред всички и след ръкопашен бой с Фабрицио, комуто предстои да бъде обезглавен, е арестуван и осъден на смърт заедно с другите конспиратори. Кралят прави Елиза графиня за проявената смелост и лоялност. Сега тя може да се омъжи за Фабрицио без никакъв скандал и му признава, че е бременна.
Първият сезон има огромен успех сред италианските зрители и през 2004 г. спечелва 4 награди Telegatti (буквално: телекотки, голяма италианска международна шоу награда): художествено произведение на годината, най-добра програма на годината, женски и мъжки персонаж на годината за участие на Витория Пучини (Елиза) и Алесандро Прециози (Фабрицио). На 27 март 2004 г. режисьорката Чинция ТХ Торини и актрисата Витория Пучини получават наградата „Сестри Граматика“ (Sorelle Gramatica) във Флоренция. През юни 2004 г. Пучини, Прециози и Торини получават наградата „Художествено произведение на годината на кинотуризма на Иския“; Витория Пучини спечелва наградата Телегрола (Telegrolla) през 2004 г. за интерпретация си на Елиза и наградата Grolla d'oro през 2005 г. в Сен Венсан за играта ѝ във втория сезон на Елиза.

### Втори сезон
След като осуетяват заговора срещу краля, Елиза и Фабрицио си връщат контрола над замъка Ривомброза и най-сетне могат да сбъднат мечтата си, като се венчаят пред Бога благодарение на абат Ван Некер, който никога не е харесвал братовчедка си Лукреция. Графовете се наслаждават на щастливи и безгрижни моменти заедно, а Анна изживява щастлива любовна история с д-р Антонио Чепи.
Проблемите обаче започват, когато двама братя буржоа – Арман и Виктор Бенак пристигат в графството за изплащането на дълга на Алвизе – починалият от сифилис съпруг на сестрата на графа Анна. Фабрицио е готов да погаси дълговете му и желае да гарантира на Ривомброза облика на едно достойно и почитано графство в кралството. Междувременно Раниери напуска затвора по нареждане на сина на краля Виктор Амедей III, възрастният Карл Емануил III умира, а Елиза ражда малката Аниезе (Агнес).
Раниери, ядосан от неочакваното предателство на Виктор Амадей, който иска да го изпрати в изгнание след като се възкачва на престола, се връща в Ривомброза от палата на границите на Кралство Сардиния, в който се е намирал и опустошава земите на Ристори. Това кара Фабрицио да изгуби цялата реколта, което му пречи да изплати дълга. В Ривомброза се развихря сериозна епидемия от холера, а Арман се съюзява с херцог Раниери, за да елиминира Ристори и да вземе Ривомброза. Елиза и Фабрицио успяват да спасят живота на малкия Мартино, заболял от холера, а Фабрицио спасява живота на Челесте – жена, с която Елиза е била в една килия в първия сезон.
На Коледа графът попада в засада сам срещу 4-ма мъже. След като побеждава и убива омразния Раниери, Фабрицио се отправя на гърба на коня си към дома, но е убит от Арман Бенак с изстрел в гръб. Смъртта му опустошава Ривомброза и превръща Елиза в жена без воля за живот. Виктор подвежда под отговорност брат си и го прогонва от Пиемонт. Анна и Антонио се преместват в Ривомброза, за да управляват имението и да се грижат за малките Аниезе и Мартино, неутешими след загубата на баща им.
Минават години и Елиза възобновява грижата за имението, като решава да изпълни задълженията на починалия ѝ съпруг, сред които и изплащането на дълговете на Алвизе. Тя сключва писмено споразумение с Виктор, в което се задължава да върне парите в рамките на месец.
Графинята се отправя към Неаполитанското кралство, където се надява да получи помощта от барон Микеле ди Конеляно, чийто живот е бил спасен от мъжа ѝ преди много години. Докато Елиза, Амелия и Агнес са в Генуа и чакат да се качат на кораба за Неапол, са нападнати от главорези, изпратени от Арман Бенак, за да ги убие. Той отдавна се е върнал в Ривомброза, казвайки на брат си, че се е разкаял и че се е променил. За щастие те са спасени от един много тайнствен човек, капитан Кристиан Грей, който също пътува за Неапол заедно с причудливия археолог на име сър Бентън. Елиза, Кристиан и сър Бентън пътуват заедно и между Елиза и Кристиан възниква известна близост, но тя не може да научи нищо за неговия живот.
Пристигайки в палат Конеляно в Неапол, Елиза научава, че барон Микеле е починал няколко месеца по-рано, но неговата съпругата – баронеса Кристинела я моли да остане. В Неапол графинята открива Изабела, бившата компаньонка на Лукреция Ван Некер, оцеляла след като е била намушкана от маркизата.
Междувременно в Ривомброза Анна научава с ужас, че Антонио прави изследвания върху трупове, за да намери лек срещу холерата. Новината стига до маркиз Ерколе Салвати, приятел на Алвизе, който винаги е бил влюбен в Анна. Той осъжда Чепи и го арестува за незаконни експерименти, като цели да прекара нощта с Анна и тъй като тя не желае това, я изнудва, казвайки ѝ, че ще освободи Чепи, само ако му се отдаде.
Елиза открива, че в палат Конеляно пребивава още един гост: Кристиан, който се преструва на сър Бентън, за да се срещне с барон Никола Конеляно. Елиза не го издава. Тя се запознава с барона и научава, че мъжът ще ѝ заема пари, за да изплати дълга, но трябва да понесе много обиди от него, понеже Лукреция Ван Некер е негова любовница и се опитва по всякакъв начин да я дискредитира.
Аниезе и Амелия са отвлечени от Лукреция, която иска бижу, принадлежащо на барона на Конеляно – Морската звезда. Намесата на Кристиан позволява на Елиза да си върне дъщерята, без да се поддаде на изнудването. Кристиан иска от Конеляно територии и владения. Всъщност той е принц Кристияно Карачоло от Монтесанто, чиито родители са били убити от баща му – барон Микеле Конеляно, за да вземе владенията им. Елиза го убеждава да не търси отмъщение. Скоро тя е принудена да се укрие, понеже Лукреция убива баронеса Кристинела и приписва вината върху нея.
Докато Анна е принудена да се отдаде на Салвати, за да спаси живота на Антонио, Арман Бенак се възползва от писмения документ на Елиза и лишава Ристори от Ривомброза без знанието на брат си Виктор.
Елиза трябва да устои на гнева на барон Никола заради смъртта на майка му. Междувременно Кристиан разкрива истинската си самоличност пред народа на Неапол и заедно с него взима от барона всичките му блага и ги връща на хората, които от години търпят тормоза му. Кристиан дават част от парите на Елиза, за да откупи Ривомброза. Гневът на барона не отшумява и той иска Елиза да е мъртва. Тя избягва опита му за убийство, както и този на Лукреция, и благодарение на помощта на Изабела и на народа на Неапол се сблъсква с Никола, твърдейки, че е невинна, като му разкрива, че единственият отговорник е Лукреция.
Докато вижда Кристиан да пада от покрива, Елиза бива завлечена насила до кораба, отплаващ за Генуа. На Лукреция предстои смърт, но тя лъже, че очаква син от барона и това кара Никола да я остави жива. Тя напуска Неапол и се предполага, че ще се върне във Венецианската република, откъдето е избягала, когато конспирацията е била разкрита в първия сезон.
След като Елиза се връща в Ривомброза, предизвиква Арман, като изисква обратно имението от него. Тя все още не знае пред кого се намира и благодарение на оцелял в засадата наемен убиец скоро открива, че именно той е убиецът на мъжа ѝ.
Междувременно Анна се опитва да осуети дуела между Салвати и Чепи, който е открил предателството ѝ, и за да спаси живота на Антонио, е ранена в двубоя. Антонио ѝ прощава след ареста на Салвати. Двамата с Елиза желаят да разберат причините, поради които Арман е убил Фабрицио. Арман убива свидетеля наемен убиец и това позволява брат му Бенак да бъде пуснат от затвора. Точно когато Бенак е напът да убие Арман, който винаги е подкрепял Елиза, е убит от него при самозащита и в защита на Мартино, който също участва в сбиването.
Елиза желае да отиде в Неапол при любимия си Кристияно, който се възстановява от падането си от покрива благодарение на лекаря, изпратен от барон Никола Конеляно, който е променил характера си. Виктор поема вината за убийството на брат си, но е освободен, защото е действал при самозащита и връща имотите на Ристори. Анна и Антонио се женят, а Елиза е отвлечена от Виктор Бенак, лудо влюбен в нея. Кристиано пристига в Пиемонт и спасява любимата си от лудостта на Виктор. Спокойствието и справедливостта са постигнати и Елиза може най-накрая да постави меча на Фабрицио върху надгробната му плоча.

## Действащи лица
- Графиня Елиза Скалци, по мъж Ристори ди Ривомброза (сезони 1 и 2), в ролята: Витория Пучини. Главната героиня на сериала, млада слугиня в хан, а след това в замъка благодарение на графиня Аниезе, която с времето става нейна втора майка. Красиво, смело и добродетелно момиче, вижда как животът ѝ се променя, когато се оказва потопена в конспирации на развратните благородници от 18. век. Любовта ѝ с граф Фабрицио Ристори не е лесна, но чувствата им побеждават всяка пречка, на която се натъкват поради социалната разлика помежду им. Кралят ѝ дава титлата „графиня“ заради нейното благородство на духа. Във втория сезон най-накрая се жени за Фабрицио, от когото ражда момиченце на име Аниезе (Агнес) в памет на покойната графиня. Животът ѝ се променя коренно на коледната сутрин на 1773 г., когато съпругът ѝ е убит по време на засада от бившия губернатор на Кралството – херцог Отавио Раниери. Три години по-късно в Неапол се влюбва в младия офицер Кристиан Грей, всъщност принц Кристиано Карачоло ди Монтесанто. В третия сезон се предполага, че е починала от болест през 1784 г.
- Граф Фабрицио Федерико Джовани Клементе Ристори ди Ривомброза (сезон 1, гост в сезон 2), в ролята: Алесандро Прециози. Фабрицио е мъжкият главен герой на първи сезон, а във втори сезон го виждаме само в първите епизоди, когато напуска сцената окончателно. На младини той има връзка с маркиза Лукреция Ван Некер, която го оставя, за да се омъжи за могъщия съветник на краля Бовил. Бивш офицер от френската армия, той съхранява много важен документ за съдбата на кралството: списък на конспираторите, които заговорничат срещу Краля. За да предаде този списък в ръцете на суверена, той е изправен пред милиони трудни изпитания. Първоначалното му увлечение по красивата слугиня Елиза Скалци се превръща в голяма любов, но той изпитва това чувство по контрастен начин поради социалната разлика помежду им. Във втория сезон най-накрая се жени за Елиза и му се ражда момиченце на име Аниезе (Агнес), наречена така в памет на покойната му майка. Той става жертва на засада на Коледната сутрин през 1773 г. от неговия голям враг, бившият кралски губернатор – херцог Отавио Раниери. По-късно става ясно, че по него е стрелял Арман Бенак.
- Графиня / Маркиза Анна Ристори Радикати Маляно, по мъж Чепи (сезони 1 и 2), в ролята: Антонела Фатори. Анна е по-голямата сестра на Фабрицио. Благородничка с железни морални и религиозни принципи, тя мрази Елиза заради връзката ѝ с майка ѝ Аниезе. Прави всичко възможно, за да разруши връзката на брат ѝ със слугинята, но в бъдеще се разкайва за постъпките си. Тя живее фрустрирана от брака си с маркиз Алвизе Радикати, който ѝ изневерява и я отхвърля. Между края на първия и началото на втория сезон е в сантиментална връзка с доктор Антонио Чепи, от когото е била изоставена навремето и се омъжва за него.
- Маркиза Лукреция Пришила Аделаида Ван Некер, по мъж Бовил (сезони 1 и 2), в ролята: Джейн Алегзандър, озвучена от Емануела Роси. Лукреция е женският антагонист. Винаги влюбена в граф Фабрицио Ристори, тя го оставя, за да се омъжи за съветника на краля Жан-Люк Бовил. След 10 г. го открива отново и се намесва във връзката му с Елиза. Участва в заговора срещу Краля и е любовница на неговия губернатор херцог Раниери. Във втория сезон забременява от барон Никола ди Конеляно от Неапол.
- Херцог Отавио Раниери, бивш губернатор (сезон 1, гост в сезон 2), в ролята: Лука Вард. Раниери е кралски управител и ръководител на кралските гвардейци, но е и начело на заговора срещу Краля. Той е мъжкият антагонист. Любовник на маркиза Лукреция Ван Некер и неин съучастник в заговора срещу Краля, организира нападението срещу суверена и се опитва по всякакъв начин да се сдобие със списъка на заговорниците, който е в ръцете на граф Фабрицио Ристори, на когото устроява смъртна засада на Коледа.
- Доктор Антонио Чепи (сезони 1 и 2), в ролята: Чезаре Бочи. Той е бивш благородник, загубил титлата си, защото се оженил за слугинята Лучия, отказвайки се от ръката на графиня/маркиза Анна Ристори. Вечно презиран от жените, той се бори да преодолее самоубийството на жена си и да помогне на Елиза и Фабрицио в любовната им история. Той е от жизненоважна помощ за Анна в драстичните и бурни отношения със съпруга ѝ Алвизе, а между края на първия и началото на втория сезон се събира отново с нея и сключва брак.
- Анджело Буондио (сезони 1 и 2), в ролята: Пиерлуиджи Копола. Доверчив и искрен млад коняр от Ривомброза, влюбен в Елиза, но не е възнаграден за чувствата си, защото Елиза има братско отношение към него. След първоначален сблъсък той се оказва замесен в опита на Елиза и Фабрицио да спасят короната. Във втория сезон се влюбва в Челесте, която впоследствие отговаря на чувствата му.
- Амелия (сезони 1 и 2), в ролята: Марция Убалди. Първа дойка на графовете Ристори, а след това вярна приятелка на Елиза, тя ръководи слугите на Ривомброза и помага на двамата влюбени няколко пъти. През сезон 3 се предполага, че е починала от старост.
- Бианка Буондио (сезони 1 и 2), в ролята: Сабрина Сиркия. Сестрата на Анжело Буондио и слугиня в Ривомброза, тя завижда на Елиза и не се колебае да я атакува както физически, така и вербално. След като Елиза губи първото си дете обаче поведението ѝ към нея се променя и тя става нейна верна приятелка.
- Бивша маркиза Маргерита Мафей ди Барберо (сезони 1 и 2), в ролята: Елеонора Мацони. Безусловно влюбена в граф Джулио Драго, за когото обаче не може да се омъжи поради внезапно влошилото му се икономическото състояние, което създава голяма празнина в душата на младата жена. Основна помощничка на Елиза, Маргерита трябва да избира дали да стане монахиня поради обещание, дадено на Бога, когато баща ѝ умира, или да остане свободна от каквито и да било ограничения. В крайна сметка тя решава да изостави любовта си към Джулио завинаги и да се отдаде на Бога, като дава обет в манастир.
- Маркиз Алвизе Радикати ди Маляно (сезон 1), в ролята: Антонино Юрио. Алчен и коварен съпруг на Анна, Алвизе се наслаждава на забавленоя и похот. Винаги е мечтал да притежава Ривомброза и да заеме мястото на Фабрицио. Той става любовник на младата Бета Мафей, с която има дълга връзка. Става съучастник в заговора, воден от Раниери, но Анна намира сили да го напусне, когато му е предопределено да умре от сифилис.
- Граф Джулио Драго (сезон 1), в ролята: Каспар Капарони. Верен приятел на Фабрицио, той живее в болка заради оспорвана си любов с годеницата му Маргерита. Става част от заговора срещу Краля, въпреки че никога не предизвиква пряко Фабрицио, за да получи списъка. Вече изоставен и принуден от Лукреция и Раниери да вземе документите, той извиква Фабрицио на дуел, в който намира смъртта си.
- Херцогиня Клелия Бузани (сезон 1), в ролята: Франческа Ретондини. Братовчедка на Краля, тя е очарователна жена, която обича да флиртува с мъжете. Разбира какво е истинската любов, само когато Фабрицио я отхвърля, за да не изневери на Елиза. Тя е единствената благородничка, която е на страната на двамата влюбени, когато всички други им обръщат гръб. Сблъсква се с Лукреция и Раниери, за да помогне на Елиза да спаси Фабрицио от смъртно наказание, но е убита от Раниери.
- Маркиза Бета Мафей ди Барберо (сезон 1), в ролята: Джована Рей. По-малката сестра на Маргерита и лекомислено момиче, което става любовница на Алвизе заради парите му. Тя остава известно време с любовника си, но тази връзка я довежда до крах и умира от сифилис подобно на Алвизе.
- Маркиз Лелио Сорбелони (сезон 1), в ролята: Енрико Беруски. Адвокат, участващ в заговора срещу Краля.
- Абат Ван Некер (сезони 1 и 2), в ролята: Елио Пандолфи. Братовчед на Лукреция Ван Некер и духовен водач на абатството, той е лицемерна и слаба личност, която лесно се поддава на разглезеното благородничество. След това обаче променя характера си и през втория сезон празнува сватбата на Елиза и Фабрицио.
- Артемизия Скалци (сезони 1 и 2), в ролята: Марина Джордана. Майката на Елиза.
- Маркиз Людовико Мафей ди Барберо (сезон 1), в ролята: Виторио Вивиани. Той е баща на Маргерита и Бета, както и близък приятел на графиня Аниезе. Мафей е много изстрадал човек поради внезапната икономическа криза, която засяга семейството му и заради бъдещето на дъщерите му, които нямат достатъчно богатство, за да сключат бракове с властни мъже. Той също участва в заговора срещу краля, но след покаяние се оказва от основна важност за спасяването на живота на суверена.
- Маркиз Жан Люк Бовил (сезон 1), в ролята: Антонио Салинес. Съпруг на Лукреция Ван Некер и личен съветник на крал Карл Емануил III, той прави всичко възможно, за да намери заговорниците, които атакуват короната. Той е убит от съпругата си Лукреция, която обвинява граф Фабрицио Ристори в това.
- Виктор Бенак (сезон 2), в ролята: Джовани Гуидели. Той излиза на сцената през втория сезон като кредитор на дълг на покойния Алвизе, съпруг на Анна. Виктор е съгласен Ристори постепенно да му връща заема. Той се сблъсва с брат си Арман и помага на Елиза, в която е лудо влюбен, на няколко пъти, но се оказва луд, поради факта, че отвлича Елиза, а тя никога не приема предложението му за брак и поради ревността, която изпитва към Кристиано.
- Арман Бенак (сезон 2), в ролята: Рафаело Балцо, озвучен от Нани Балдини. Арман, братът на Виктор, е алчен и прави всичко, за да постигне целите си. Той иска Ривомброза на всяка цена и става съучастник на осъдения херцог Раниери, за да отнеме имуществата на Фабрицио. Той прави крайни жестове, което го кара да се сблъска с Виктор. По-късно е убит от младия граф Мартино Ристори, когато открива, че не Арман, а брат му Виктор е убил баща му Фабрицио, за да предотврати самият той да бъде убит.
- Барон Никола ди Конеляно (сезон 2), в ролята: Серджо Асизи. Син на стар приятел на Фабрицио, Никола е човек, който харесва добрия живот. Познава Елиза и решава да ѝ помогне да изплати дълга си към братя Бенак, но влиянието на Лукреция Ван Некер, негова любовница, го кара да се отдалечи от нея. Сериозно събитие го кара да се превърне в безмилостен убиец, готов да направи всичко, за да постигне целта си. В крайна сметка това променя характера му, след като открива, че Лукреция е убила майка му. Той има син от нея, когото никога не признава.
- Баронеса Кристинела ди Конеляно (сезон 2), в ролята: Фиоренца Маркеджани. Майка и съпруга на барон Никола, приятел на Фабрицио Ристори. Тя посреща Елиза като дъщеря и се ангажира с това да я защити от безмилостния си син. Претърпява нечестието на коварната Лукреция Ван Некер.
- Крал Карл Емануил III (сезони 1 и 2), в ролята: Филип Лерой, озвучен от Серджо Фиорентини. Суверен, който предприема реформи, възмутили благородниците, които организират заговор срещу него, за да го спрат. Смъртта на съветника му Бовал го кара да вярва, че Фабрицио е предател, но разбира, че заговорниците са други, включително Раниери и Лукреция. Във втория сезон присъства на сватбата на Елиза и Фабрицио. Умира от старост в деня, когато трябва да му бъде показана дъщерята на Елиза и Фабрицио – Аниезе.
- Изабела, по мъж Капече (сезони 1 и 2), в ролята: Линда Батиста, озвучена от Алесандра Касиоли (само сезон 2). Жена с ориенталски произход, компаньонка на Лукреция Ван Некер, която обожава. Когато обаче Лукреция я моли да убие Мартино, Изабела отказва и изпитва гнева ѝ по най-драматичния начин, като е намушкана от нея и хвърлена в реката. Във втория сезон се оказва, че тя е спасена от благодарение на рибари и че се преместила да живее в Неапол, където се запознава с Гаетано Капече, за когото по-късно се омъжва.
- Маркиз Ерколе Салвати ди Серето (сезон 2), в ролята: Стефано Куатрози. Безмилостен личен лекар на Краля и бивш приятел на Алвизе, той се влюбва в Анна и прави всичко, за да я има, сблъсквайки се с доктор Антонио Чепи. Арестуван е от принца, станал крал, когато разбере, че лекарят е скрил мадам Ролан във Франция.
- Графиня Аниезе I Ристори ди Ривомброза (сезон 1), в ролята: Реджина Бианки. Възрастната майка на Фабрицио и Анна, и собственичка на имението Ривомброза преди да бъде наследена от Фабрицио. За разлика от другите благородници тя е привързана към слугите си. По време на 10-годишното отсъствие на Фабрицио във Франция приема Елиза за своя компаньонка след смъртта на бащата на младата жена. Отнася се с нея като с дъщеря и на смъртния си одър кара сина си да обещае да се грижи за нея. Знае как да преценява хората добре: презира Алвизе като зет и предпочита Чепи до дъщеря си Анна. Умира от старост във втория епизод на първи сезон, след дълъг и интензивен живот.
- Граф Мартино Ристори ди Ривомброза, в ролята: Рикардо Симоне Сикарди (сезони 1 и 2), Даниел Шърли (сезон 2), озвучен от Якопо Бонани (като дете) и от Марко Вивио (като момче). 10-годишно момче, син на Фабрицио и на неизвестна прислужница от хана „Черната котка“, бито и заплашвани от неговия собственик. Мартино е живо и смело момче, което винаги е било приятел на Елиза. Тя открива, че той е син на Фабрицио благодарение на белега, който има на врата, идентичен с този на графа. След това Фабрицио го завежда в замъка си в Ривомброза, където го научава ди си служи с меч. В сезон 2, след смъртта на баща си, той е отгледан от Виктор Бенак, уважаван кредитор на Ривомброза. За сметка на това не е в добри отношения с Арман Бенак, когото разстрелва, като разбира, че е виновник за смъртта на баща му.
- Маркиза Емилия Радикати ди Маляно, по мъж Грити, в ролята: Карлота Превиати (сезони 1 и 2). 10-годишно момиче, дъщеря на Анна и Алвизе, отгледано от майка си и от Елиза, която много обича и след смъртта на баба си я избира за компаньонка. Отхвърля баща си и е привързана към доктор Чепи. Когато е унижена заедно с майка си, се отдалечава от баща си Алвизе и се радва да види Анна и Антонио заедно след смъртта му.
- Графиня / Маркиза Аниезе II Мария Витория Лавиния Ристори ди Ривомброза', по мъж Ван Некер, в ролята: Микол Сантили (в сезон 2). Във втория сезон тя е на 3 г., единствената дъщеря на Фабрицио и Елиза, отгледана без баща, тъй като при смъртта на последния е само на 2 месеца, но приема Кристиано за бащинска фигура. По време на престоя си в Неапол е отвлечена от Лукреция заради откуп, но се връща при майка си, когато Лукреция е предадена от барон Никола ди Конеляно, тъй като е убила майка му. Много близка със своя полубрат Мартино.
- Офицер Кристиан Грей / Принц Кристиано Карачоло ди Монтесанто (сезон 2), в ролята: Антонио Купо, озвучен от Нисеем Онорато. Принц на Монтесанто, чието семейство е убито от барон Микеле ди Конеляно, бащата на барон Никола. Той избягва от Неапол и влиза в британския флот. Отначало се представя като капитан на кораб под името Кристиан Грей на служба на английския крал Джордж III и спасява Елиза от убийците, изпратени от Арман Бенак в Генуа. След това отива с Елиза в Неапол, за да убие барон Микеле ди Конеляно, но открива, че е починал известно време преди това. Влиза в конфликт с барон Никола ди Конеляно, особено по време на народния бунт. След като пада от покрив и оздравява, отива при Елиза в Ривомброза, спасявайки я от безумната любов на Виктор Бенак. Двамата се връщат в Ривомброза заедно.

## В България
В България трите сезона са излъчени по bTV.
На 13 юни 2010 г. започва повторното им излъчване по Диема Фемили.
Ролите се озвучават от Таня Димитрова, Гергана Стоянова, Ирина Маринова, Игор Марковски, Симеон Владов в първи сезон, Георги Георгиев – Гого във втори и трети сезон и Борис Чернев.

## Любопитно
- Замъкът на Ривомброза е Херцогският замък на Алие, на 33 км от град Торино в Северна Италия.
- Улицата с дървета, която води до площада на Замъка на Алие, е наречена от местните жители Riv'umbrusa и именно оттук идва „Ривомброза“
- Църквата, в която се женят Фабрицио и Елиза, е църквата „Св. Марта“ (Chiesa di Santa Marta) в Алие, а замъкът на коварната Лукреция – този в Сан Джорджо Канавезе.[6]
- За място за заснемане на втория сезон е избран град Отранто. Снимките започват в началото на октомври 2004 г. и приключват през юли 2005 г.
- Костюмите са около 1000 и са правени на ръка.
- Сериалът вдъхновява албум със стикери с оригинални кадри от филма и комиксова пародия на Дисни, нарисувана от Силвия Дзике със заглавие „Paperina di Rivondosa“ и публикувана в няколко броя на Topolino. Разказва за дългите приключения на граф Кастори (Доналд Дък, на италиански: Topolino) и на слугинята Дейзи Дък (на италиански: Paperina), които искат да се оженят, но са възпрепятствани от тогавашните обичаи, според които слугиня не може да се омъжи за благородник.
- Двамата главни актьори, Витория Пучини и Алесандро Прециози, се влюбват на снимачната площадка по време на снимките подобно на героите в историята, а през 2006 г. се ражда дъщеря им Елена. Разделят се след 7 г. заедно, също като Елиза и Фабрицио при смъртта на последния в телевизионния сериал.
- Джейн Алегзандър трябва да подстриже късо косата си, за да носи перуките на Лукреция, докато всички останали просто си пускат коса съобразно прическата на героите им в сериала.
- Режисурата на първия и на втория сезон е поверена на Чинция ТХ Торини за първите шест епизода и на Стефано Алева за останалите седем, който режисира и спинофа „Дъщерята на Елиза“.
- Сериалът вдъхновява и пародия, направена от комичния квартет Премиата Дита (Premiata Ditta) със заглавие Elisa in Rimaottusa (букв. на италиански: Елиза в досадна рима), представена на телевизионното шоу Premiata Teleditta.
- В първия сезон акрисата и телевизиона водеща Алесандра Бардзаги изиграва ролята на монахиня в манастира, в който Маргерита дават обет, а в спинофа – ролята на маркиза Костанца Граниери, снаха на граф Мартино Ристори.
- Историята е вдъхновена от романа на Самюъл Ричардсън „Памела или наградената добродетел“ (Samuel Richardson, Pamela or Virtue rewarded), публикуван между 1740 e 1742 г. В историята на литературата Памела представлява първият модерен роман, представящ живота и обичаите на буржоазията и на народа и който разказва за героиня, която по-късно ще се превъплъти в истински литературен жанр.[7]